# Spirit of the Night
Chansons représentant Saint-Marin au Concours Eurovision de la chanson
I Didn't Know
(2016) Who We Are
(2018)
Spirit of the Night (en français « Esprit de la nuit ») est la chanson de Valentina Monetta et Jimmie Wilson qui représentera Saint-Marin au Concours Eurovision de la chanson 2017 à Kiev, en Ukraine.